# Dorfkirche Taubenpreskeln

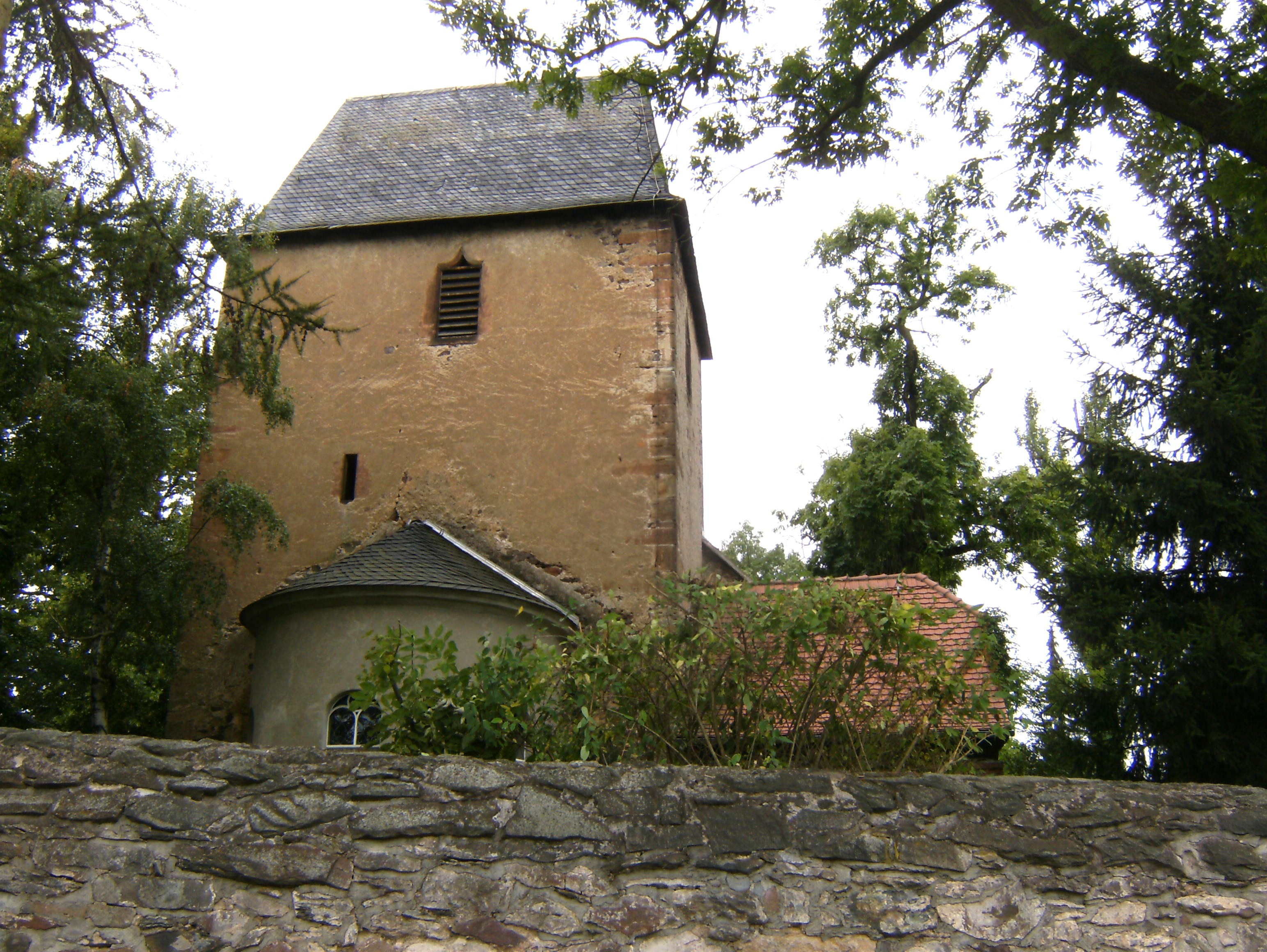
Dorfkirche Taubenpreskeln

Die evangelisch-lutherische Dorfkirche Taubenpreskeln steht in der Straße Am Kiefernberg in Taubenpreskeln, einem Ortsteil der Stadt Gera in Thüringen. Als Filialkirche ist Taubenpreskeln Teil der Kirchengemeinde Gera-Zwötzen im Kirchenkreis Gera der Evangelischen Kirche in Mitteldeutschland.

## Geschichte
Die Kirche war ursprünglich eine Wehrkirche, eventuell auch auf den Überresten einer frühen Wallburg. Sie war von einer Wallanlage und einem Graben umgeben. Die befestigte Wehrkirche hatte Schießscharten im Turm. 1889 wurde sie weitreichend umgebaut. Nach umfassender Sanierung wurde die Kirche am 24. September 2000 neu konsekriert.

## Baubeschreibung

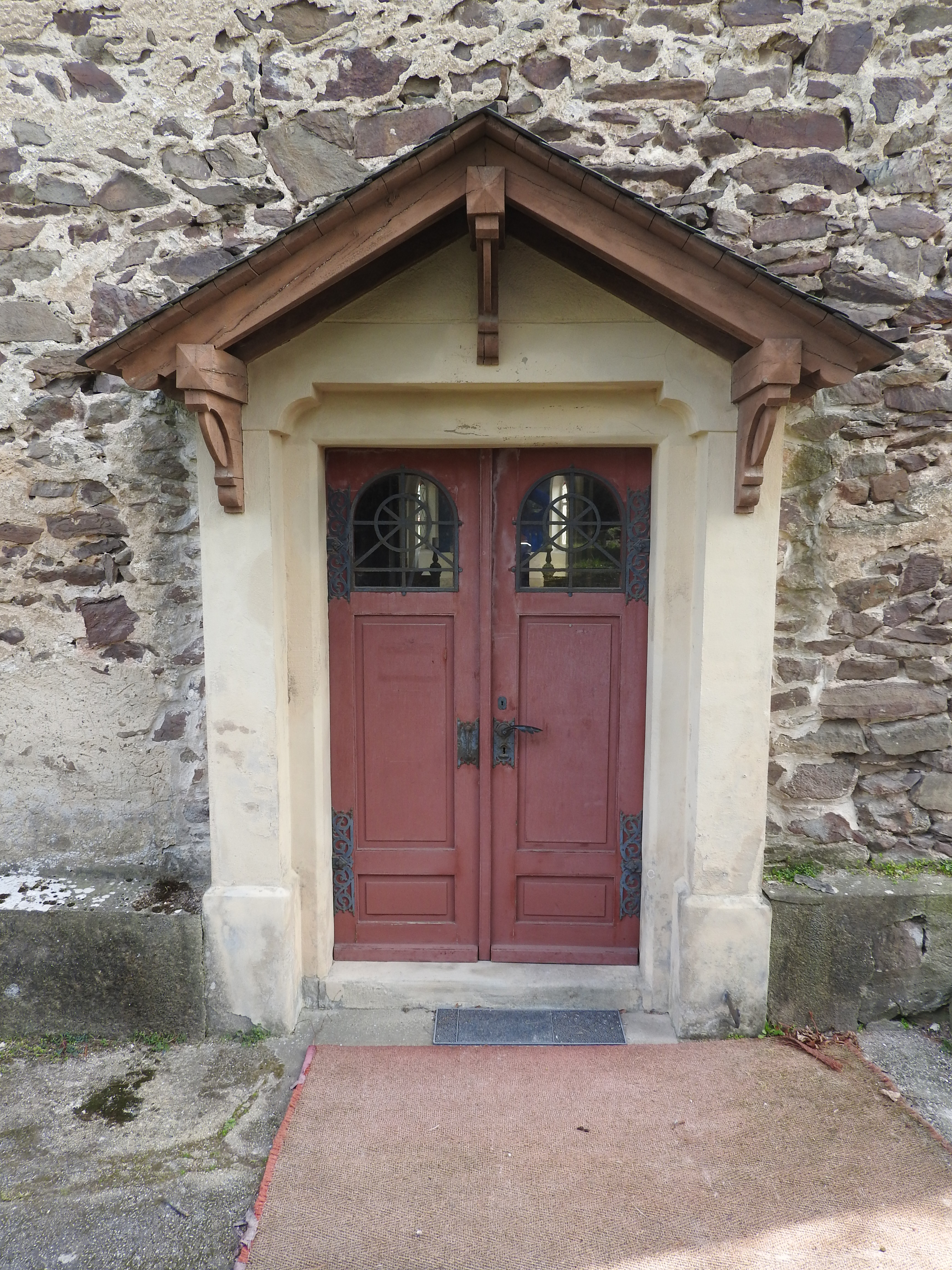

Die romanische Saalkirche hat einen eingezogenen, querrechteckigen, mit einem Walmdach bedeckten Chorturm. Das Kirchenschiff hat Emporen und eine massive Holzbalkendecke mit Schifferkehlung, die älter sind. Das Maßwerk der spitzbogigen Fenster an der Südseite wurde abgearbeitet. Die kielbogigen Fenster an der Nord- und der Ostseite des Kirchturmes stammen von einem späteren, spätgotischen Umbau. 1889 wurde die Apsis im Osten wieder aufgebaut und neu ausgestattet. Die Ausstattung wurde um die Bilder der Kanzel und das Bild der Himmelfahrt über dem Altar ergänzt. An der Südseite des Triumphbogens sind Reste älterer Ausstattungsteile vorhanden, ein bemalter Kanzelkorb des 17. Jahrhunderts mit hölzerner Rahmenarchitektur aus der 1. Hälfte des 18. Jahrhunderts.
Die Orgel mit 10 Registern, verteilt auf 2 Manuale und Pedal, wurde 1878 von Adalbert Förtsch aus Blankenhain gebaut.